# Montezuma (Geórgia)
Montezuma é uma cidade localizada no estado americano de Geórgia, no Condado de Macon.

## Demografia
Segundo o censo americano de 2000, a sua população era de 3999 habitantes.
Em 2006, foi estimada uma população de 3973, um decréscimo de 26 (-0.7%).

## Geografia
De acordo com o United States Census Bureau tem uma área de 11,8 km², dos quais 11,7 km² cobertos por terra e 0,1 km² cobertos por água. Montezuma localiza-se a aproximadamente 108 m acima do nível do mar.

## Localidades na vizinhança
O diagrama seguinte representa as localidades num raio de 20 km ao redor de Montezuma.